# Albatros Media
Albatros Media a.s. je mediální společnost, která vznikla v roce 2008 a od roku 2009 funguje jako nástupnická společnost nakladatelství Albatros. V současnosti (2017) pod firmu patří 15 samostatných nakladatelství, distribuční síť a portály elektronických knih eReading a Palmknihy.
Albatros Media je z hlediska počtu vydaných titulů největší české nakladatelství, jako jediné vydává více než 1000 titulů ročně.

## Nakladatelství
- Albatros[5]
- B4U Publishing
- BizBooks[5]
- Computer Press[5]
- CooBoo[5]
- CPress[5]
- Domino[5]
- Edika[5]
- Egmont[5]
- Fragment[6][7]
- Garamond[8]
- Kniha Zlín[5]
- Management Press[5]
- Mladá fronta[5]
- Motto[5]
- Nastole
- Panteon[5]
- Vyšehrad [9][10]
- XYZ[5]
- Pointa – selfpublishingová služba
- Edice České televize - koediční projekt s ČT [3]